# Julio César Algarín
Julio César Algarín (* 29. April 1969 in Oaxaca de Juárez, Oaxaca) ist ein ehemaliger mexikanischer Fußballspieler auf der Position eines Verteidigers.

## Laufbahn
Algarín absolvierte von 1989 bis 1997 insgesamt 52 Einsätze in der mexikanischen Primera División; 37 davon im Dress des Puebla FC, mit dem er in der Saison 1989/90 sowohl die Meisterschaft als auch den Pokalwettbewerb sowie ein Jahr später den CONCACAF Champions’ Cup gewann, und die anderen 15 für Santos Laguna.

## Erfolge
- Mexikanischer Meister: 1990
- Mexikanischer Pokalsieger: 1990
- CONCACAF Champions’ Cup: 1991